# National Enterprises Corporation Football Club
Le National Enterprises Corporation Football Club appelé couramment NEC FC est un club ougandais de football fondé en 2017 et basé à Kampala, la capitale du pays.

## Histoire
Le club est fondé en 2017 à Bugolobi dans la banlieue de Kampala et démarre en cinquième division, il est promu en quatrième division pour la saison 2018-2019. En 2019-2020, le club est promu en troisième division, après une saison arrêtée pour cause de pandémie de Covid-19, le NEC FC termine la saison 2021-2022 avec une nouvelle promotion et rejoint la deuxième division d'Ouganda, la FUFA Big League.
Lors de la saison 2022-2023 en deuxième division, le club termine à la troisième place et enchaîne de nouveau avec une promotion pour rejoindre la Premier League.
Pour sa première saison dans l'élite le NEC FC termine à la 6e place, mais conclu la saison 2023-2024 en se qualifiant pour la finale de la Coupe d'Ouganda, perdue 1 à 0 contre Kitara FC.
En 2024-2025, le club continue sa progression en terminant à la deuxième place du championnat à 2 points du champion Vipers Sports Club qui en remportant également la Coupe envoie le NEC FC en Coupe de la confédération 2025-2026.

## Palmarès
- Championnat d'Ouganda : 
  - Vice-champion : 2025

- Coupe d'Ouganda :
  - Finaliste : 2024